# Broussonetia kazinoki
Espèce
Classification phylogénétique
Broussonetia kazinoki est une espèce de plantes à fleurs de la famille des Moraceae. C’est un arbuste originaire d’Asie orientale (Chine, Corée, Japon) et dont les fibres végétales sous l'écorce servent à faire du papier.
Proche du mûrier à papier (Broussonetia papyrifera), B. kazinoki a servi en Chine, dès les premiers siècles à fabriquer du papier. B. kazinoki se distingue de B. papyrifera par sa plus petite taille et par ses inflorescences mâles sphériques alors que celles de B. papyrifera sont cylindriques (comme des chatons) et avec des inflorescences mâles et femelles portées par le même individu.
Une étude morphométrique des espèces de Broussonetia menée par des chercheurs coréens (2009), a montré que la plupart des individus connus comme des B. kazinoki, étaient en fait des hybrides entre B. kazinoki x B. papyrifera. Une étude plus récente sur la recirconscription des Broussonetia, menée par des chercheurs de Taipei, de Guilin et des Philippines, a remis en avant les deux espèces B. kaempferi et B. monoica, que Flora of China n’a pas adoptée.
Dans l’attente d’un consensus, nous nous en tiendrons à la description précise de Flora of China

## Étymologies
Le nom de genre Broussonetia est  dédié au médecin, ichtyologue et  botaniste, Pierre Broussonet (1761, 1807), défenseur du système de nomenclature de Carl Linné et introducteur de pieds femelles de mûrier à papier de Chine à la fin du XVIIIe siècle. En 1799, Charles Louis L'Héritier de Brutelle (1746-1800)  lui dédie, le genre Broussonetia de la  famille des Moraceae.
L’épithète spécifique kazinoki fut malencontreusement choisi par Siebold en 1830 pour dénommer la nouvelle espèce Broussonetia kazinoki (dans Verh. Batav. Genootsch 1830), en référence au nom vulgaire japonais kajino-ki que l’on sait actuellement désigner le Broussonetia papyrifera.

## Synonymes
Selon Flora of China, les synonymes sont
- Broussonetia monoica Hance
- Broussonetia kazinoki var. ruyangensis P. H. Ling & X. W. Wei;

## Terminologie
Le genre Broussonetia est difficile à circonscrire et a suscité des controverses entre botanistes. Les débats et révisions qui sont en cours, ne font que souligner les difficultés d’associer les noms botaniques acceptés (par la communauté des botanistes, comme  The Plant List, Tropicos ou Flora of China, pas toujours d’accord entre eux d’ailleurs) avec des noms vulgaires dans les langues chinoise, japonaise et coréenne, ceci bien sûr durant les siècles passés pendant lesquels la notion d’espèce n’était pas connue mais aussi avec les noms vulgaires normalisés contemporains.
Les fibres de trois espèces de Broussonetia ont été utilisées en Asie orientale pour fabriquer du papier : 1) Broussonetia papyrifera (dioïque) 2) Broussonetia kazinoki (monoïque) 3) B. kazinoki × B. papyrifera, l’hybride des deux autres.
Nous retenons les noms vulgaires choisis par Flora of China,, Yun et Kim et Kuo et al
| Noms botaniques latins et noms vulgaires contemporains chinois, japonais et coréens, |               |                   |           |             |
| latin                                                                                | chinois (RPC) | chinois (Taiwan)  | japonais  | coréen      |
| Broussonetia kazinoki Siebold                                                        | 楮树 chushu   | 小構樹 xiaogoushu | Hime-kôzo | Aegidaknamu |

En Chine, les arbres sauvages Broussonetia papyrifera et B. kazinoki et les papiers que l’on peut fabriquer avec les fibres de leur écorce sont si similaires que dans de nombreux cas, ils sont souvent confondus, par exemple, ils peuvent tous deux être désignés papier de baimian (白棉纸 baimianzhi) ou papier de cocon de vers à soie (蚕茧纸 canjian zhi) (Yi Xiaohui). À Taiwan, les noms vulgaires de B. papyrifera et B. kazinoki retenus sont respectivement 構樹 goushu « mûrier à papier » et 小構樹 xiaogoushu « petit mûrier à papier », signifiant bien leur similitude.
Pour de plus amples informations voir
.

## Description
Broussonetia kazinoki est un arbuste de 2 à 4 m de haut, monoïque c’est-à-dire dont les fleurs mâles et femelles sont distinctes mais portées par le même individu, à la différence du Broussonetia papyrifera qui est dioïque. Les rameaux étalés obliquement, sont pubescents quand ils sont jeunes et deviennent glabres en vieillissant.
Les feuilles, portées par un pétiole d’environ 1 cm, possèdent un limbe ovale à oblique-ovale, simple ou 3-lobé, de 3–7 cm de long sur 3–4,5 cm de large, le dessous subglabre, et le dessus scabre, la base est plus ou moins arrondie à obliquement arrondie, le bord triangulaire denté en scie, et l’apex atténué à courtement acuminé.
Les inflorescences mâles sont globuleuses, de 0,8–1 cm de diamètre. Les inflorescences femelles sont aussi globuleuses, pubescentes. Les fleurs mâles comportent un calice à 3 ou 4 lobes (lobes triangulaires et pubescents dessous), les anthères elliptiques. Les fleurs femelles comportent un calice en forme de tuyau, denté apicalement, lobé ou entier et un style, papillé au milieu.
L’infrutescence est formée de carpelles soudés (syncarpes) de 0,8–1 cm de diamètre, avec des grappes étoilées de gros poils fortement barbelés. Les drupelettes sont verruquées comprimées et avec un exocarpe en forme de coquille.
La floraison a lieu en avril-mai, la fructification en mai-juin.

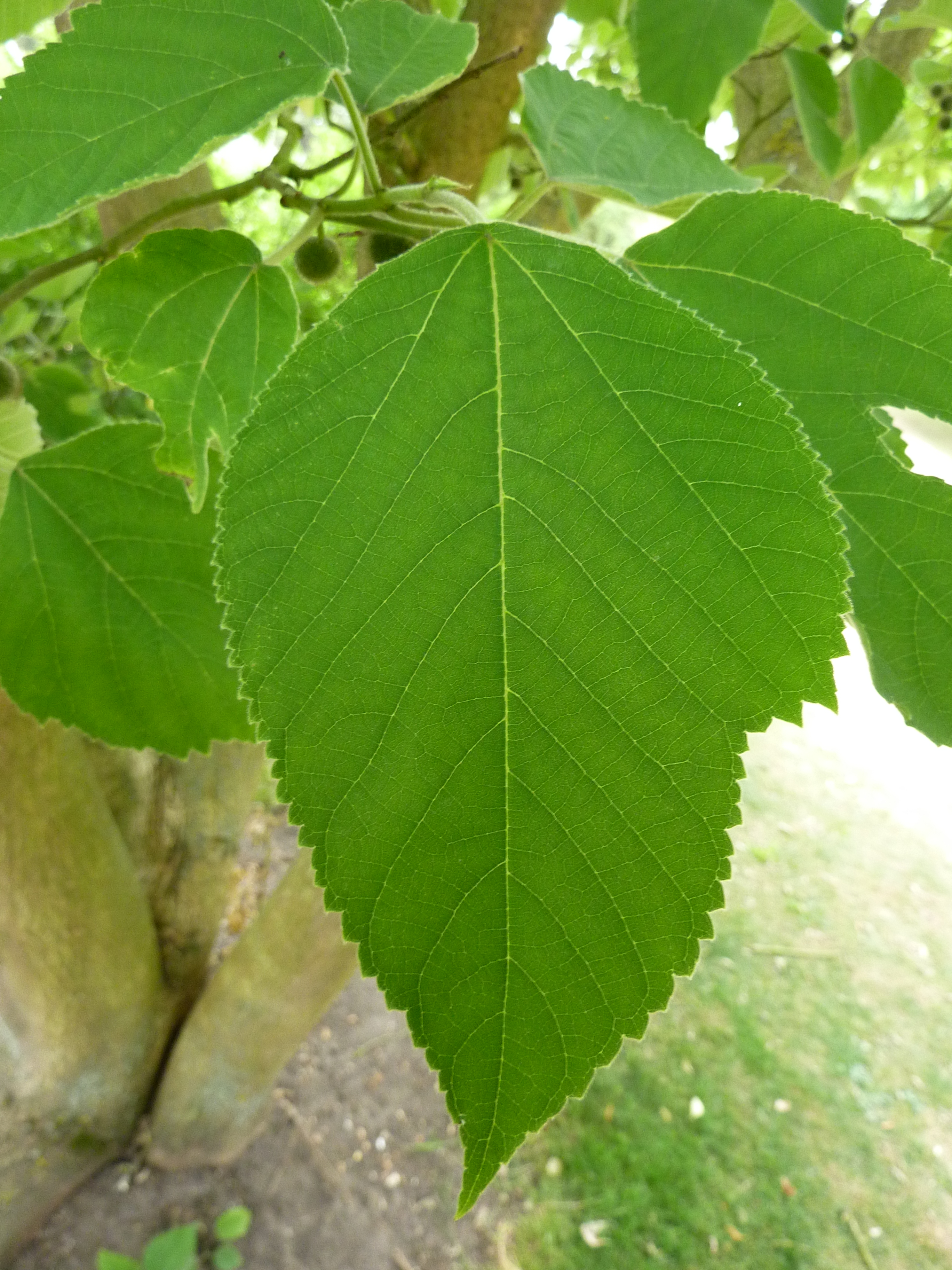
Feuille.
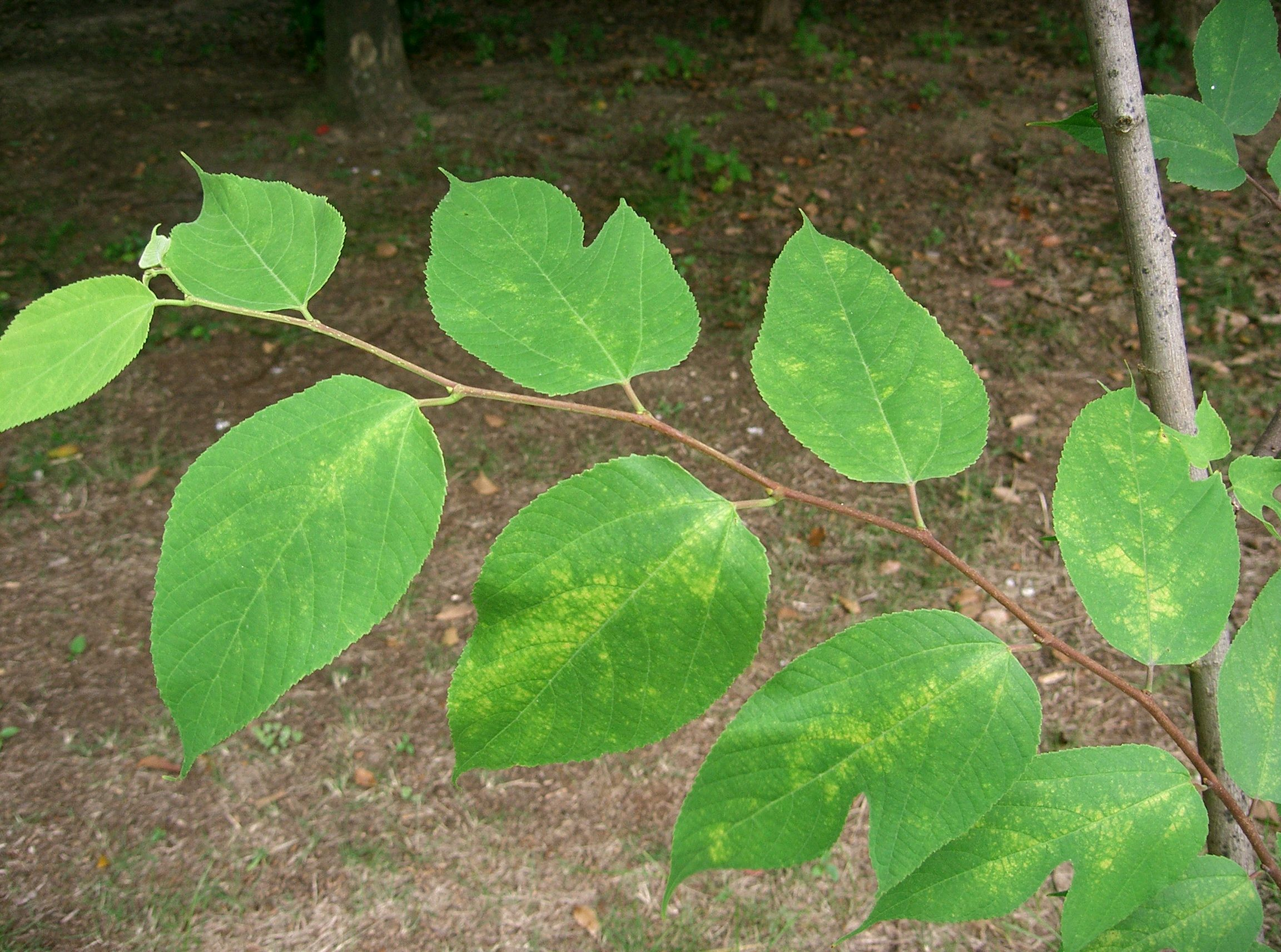
Rameau feuillu.
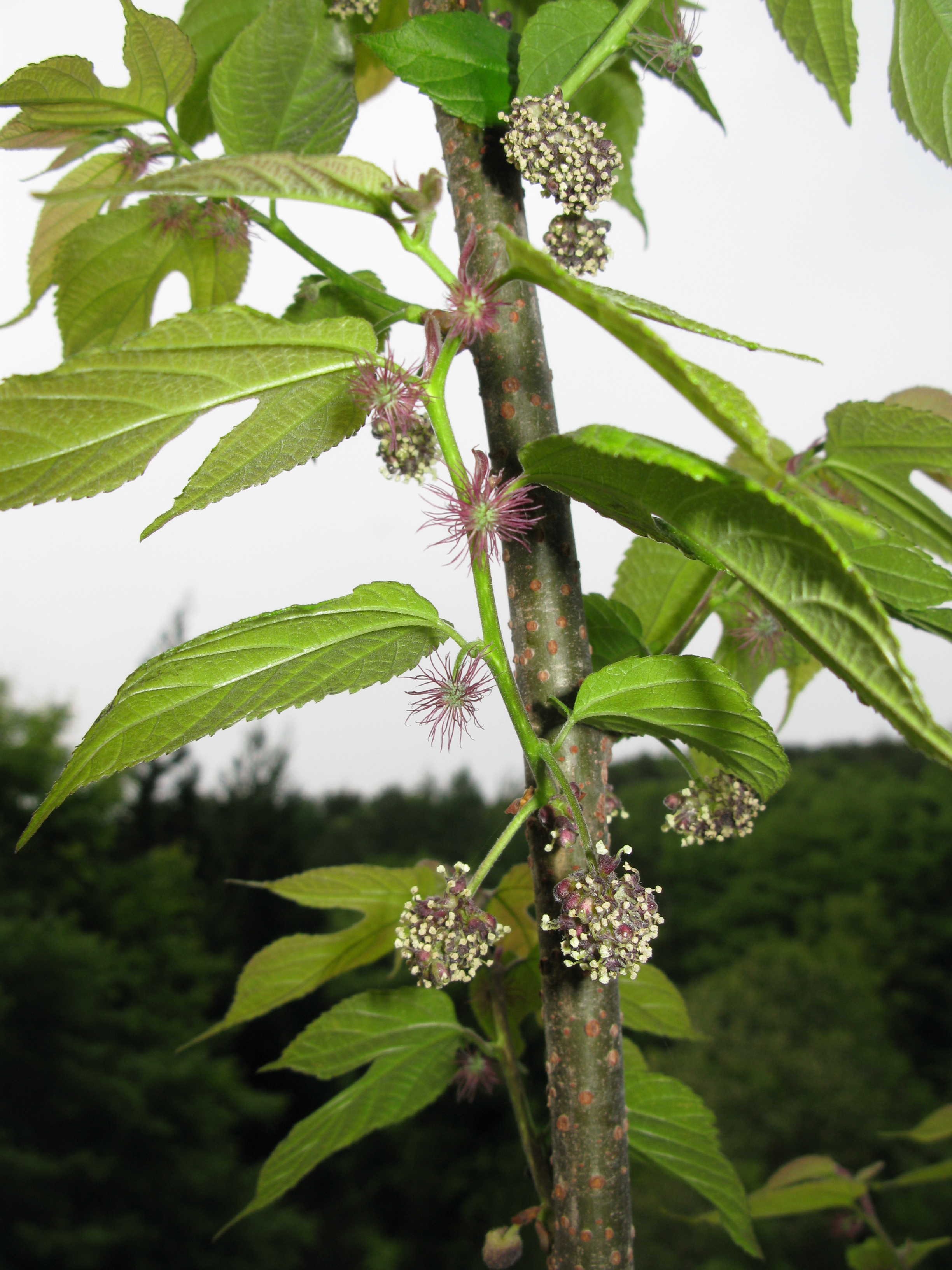
Inflorescences ♀ ♂ globuleuses.
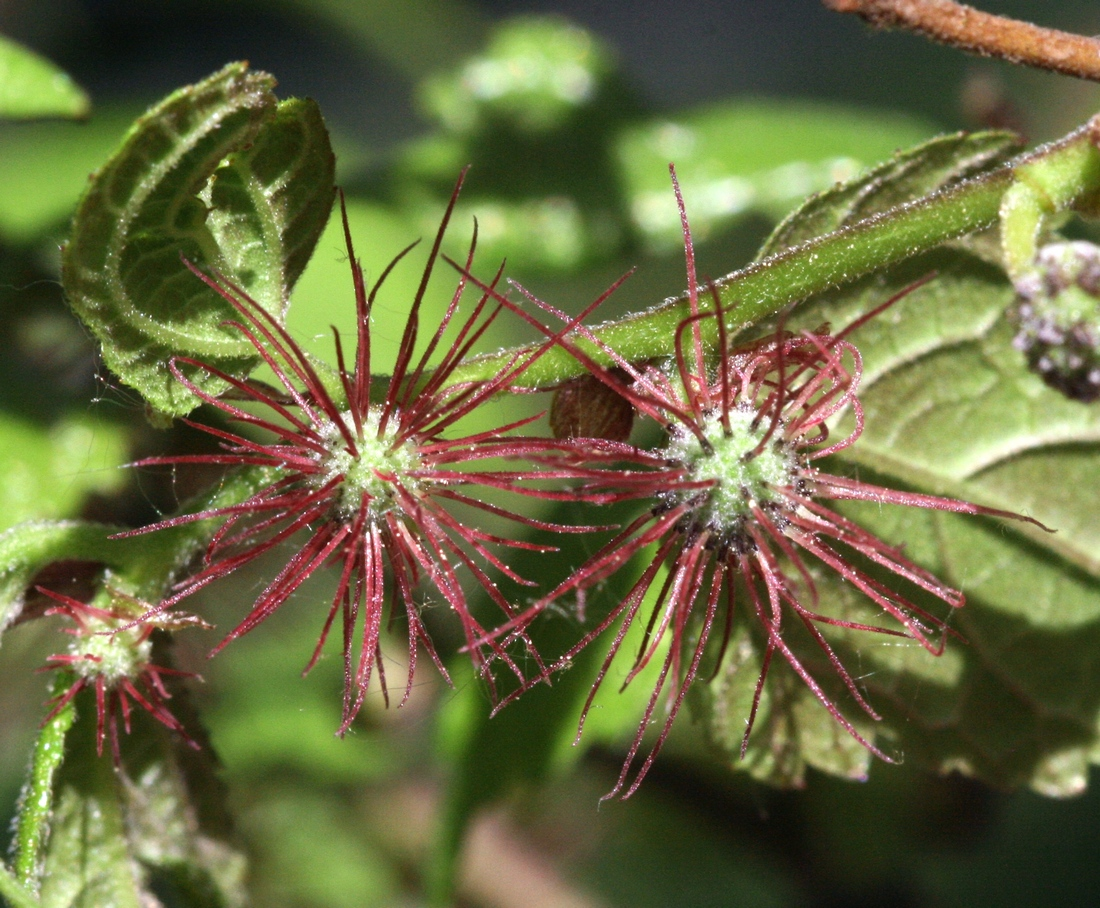
Inflorescences femelles.
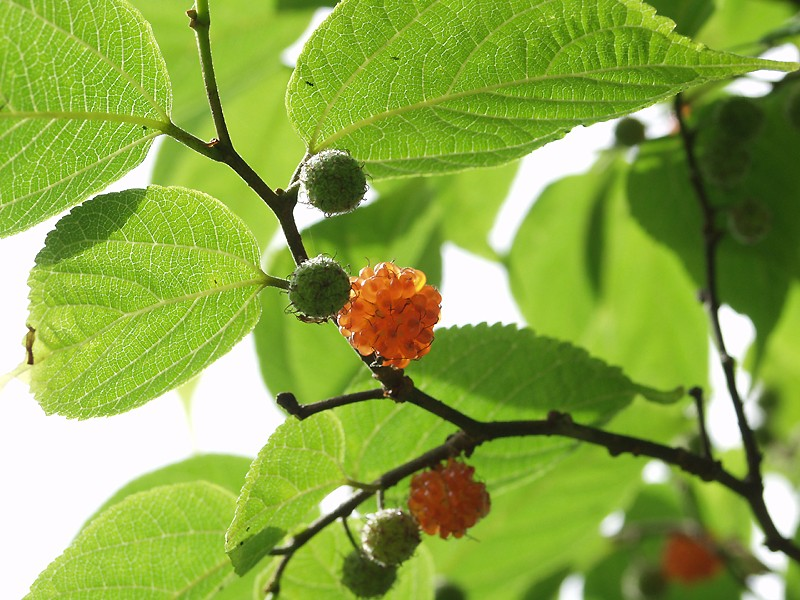
Infrutescences.

Les caractères distinctifs de B. papyrifera et B. kazinoki  sont selon Flora of China:
| Caractères distinctifs de B. papyrifera et B. kazinoki |          |                 |            |                         |                    |                        |
| Espèce                                                 |          | Stipule         | Pétiole    | Limbe dessous           | Inflorescence mâle | Infrutescence syncarpe |
| B. papyrifera                                          | dioïque  | 15-20 x 8-10 mm | 2,3 – 8 cm | densé. pubescent        | 1,5 – 3 cm         | chaton                 |
| B. kazinoki                                            | monoïque | 3-5 x 0,5-1 cm  | 0,8 – 1 cm | glabre ou légèr. pubes. | 0,8 – 1 cm         | globuleux              |

Chez P. kazinoki, tout est plus petit: la taille de l'arbre, la longueur du pétiole et de l'inflorescence mâle, ce qu’évoque bien le nom vulgaire taïwanais xiaogoushu « petit mûrier à papier ». De plus les inflorescences mâles de B. kazinoki sont sphériques alors que celles de B. papyrifera sont cylindriques.

## Distribution et habitats
L’espèce est originaire de Chine, de Taïwan, de Corée et du Japon. En Chine, elle est répartie dans les provinces de l’Anhui, Fujian, Guangdong, Guangxi, Guizhou, Hainan, Henan, Hubei, Hunan, Jiangsu, Jiangxi, Sichuan, Yunnan, et Zhejiang.
Elle croît en lisières forestières, dans les montagnes basses et près des habitations 

## Utilisations
Étant donné que dans les textes anciens B. kazinoki et B. papyrifera sont désignés par les mêmes termes (voir papier d'écorce de mûrier) et que les fragments de papiers dégagés dans les fouilles archéologiques ont un aspect similaire, nous renvoyons à l’article Broussonetia papyrifera pour l’histoire des utilisations de la présente espèce.